# حارة بير الهندي الجنوبية (صنعاء)
حارة بير الهندي الجنوبية هي إحدى حارات حي الحشيشية بمديرية شعوب إحد مديريات العاصمة اليمنية صنعاء، بلغ تعداد سكانها 1083 نسمة حسب تعداد اليمن لعام 2004.